# Associatie van sierlijke woudbraam
De associatie van sierlijke woudbraam (Rubetum pedemontani) is een associatie uit het verbond van wijfjesvaren en framboos (Athyrio-Rubion idaei).

## Naamgeving en codering
- Syntaxoncode voor Nederland (rVvN): r40Bb03

De wetenschappelijke naam Rubetum pedemontani is afgeleid van de botanische naam van sierlijke woudbraam (Rubus rudis).

## Fysiognomie
De associatie vormt dikwijls knie- tot heuphoge loofstruwelen waarin kruipende of boogvormige, halfstruikvormende bramen domineren. Daarboven is vaak een ijle struiklaag aanwezig waarin jonge loofbomen optreden.

## Ecologie
De associatie van sierlijke woudbraam is sterk gebonden aan verstoorde plekken in oude bossen. Typische standplaatsen zijn kapvlakten en windworpgaten. Ook treedt de gemeenschap veel op als mantelvegetatie langs bosranden en bospaden.

Orde: Sleedoorn-orde (Prunetalia spinosae)

Verbond: Verbond van sleedoorn en bramen (Pruno-Rubion sprengelii)

Associaties:
Associatie van rode kornoelje en fraaie kambraam (Corno sanguineae-Rubetum vestiti)
 Associatie van sleedoorn en rode grondbraam (Pruno spinosae-Rubetum sprengelii) 
Associatie van egelantier en gedraaide koepelbraam (Roso rubiginosae-Rubetum affinis)

Verbond: Verbond van sleedoorn en meidoorn (Carpino-Prunion)

Associaties:
Associatie van sleedoorn en eenstijlige meidoorn (Pruno-Crataegetum)
 Associatie van hondsroos en jeneverbes (Roso-Juniperetum)

Verbond: Liguster-verbond (Berberidion vulgaris)

Associaties:
Associatie van wegedoorn en eenstijlige meidoorn (Rhamno-Crataegetum)
Associatie van rozen en liguster (Pruno spinosae-Ligustretum)
Associatie van hazelaar en purperorchis (Orchido-Cornetum)

Orde: Trosvlier-orde (Sambucetalia racemosae)

Verbond: Verbond van trosvlier en boswilg (Sambuco racemosae-Salicion capreae)

Associaties:
 Boswilg-associatie (Salicetum capreae)
Verbond: Verbond van wijfjesvaren en framboos (Athyrio filicis-feminae-Rubion idaei)

Associaties:
Associatie van schaduwkruiskruid en tere woudbraam (Senecioni ovati-Rubetum iuvenis)

Associatie van trosvlier en ruwe raspbraam (Sambuco racemosae-Rubetum rudis)
Associatie van sierlijke woudbraam (Rubetum pedemontani)